# درازشاخ تگزاس

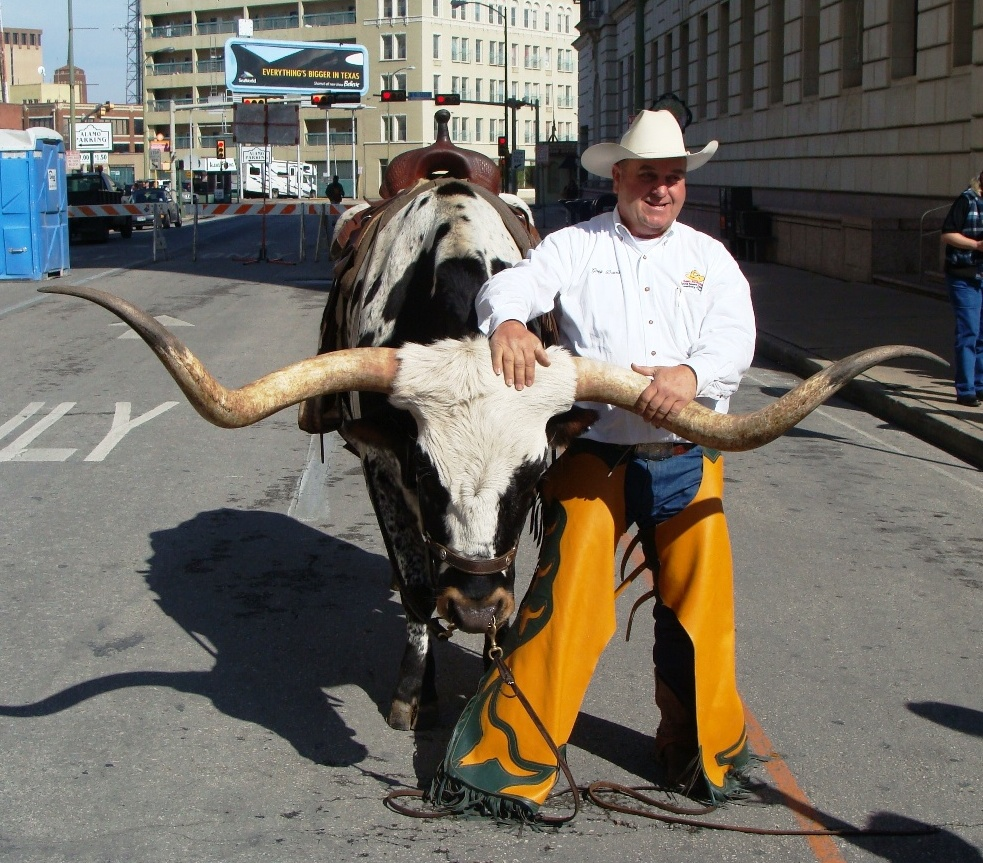
یک درازشاخ در خیابان در معرض نمایش در فستیوال احشام و رودیو سال ۲۰۰۸ در سن آنتونیو.

درازشاخ تگزاس یا لانگهورن (به انگلیسی: Texas Longhorn) نوعی گاو است.

## مشخصات
زیستگاه این نوع احشام در تگزاس است و بخاطر شاخ‌های فوق‌العاده بلندشان، این نوع گاو سمبل بزرگ‌ترین دانشگاه تگزاس، یعنی دانشگاه تگزاس در آستین می‌باشند.
نژاد درازشاخ نژادی مقاوم است. شنا می‌کند، از گاوهای دیگر هوش بیشتری دارد، غذای خود را می‌یابد، به تنهایی می‌تواند در برف و گرمای بیابانها زندگی کرده و مسافت‌های زیادی را بدون آب بپیماید.
در سال ۱۹۲۷ هنگامی که این نوع احشام در معرض انقراض قرار گرفتند، کنگره آمریکا با اعطای بودجه‌ای ویژه دستور محافظت و ازدیاد این نسل را داد.
گوشت گاو درازشاخ گوشتی کم چربی است، و به دلیل عمر بیشتر این نوع گاوها، نگهداری از آنان از احشام نوع دیگر به نسبت به صرفه تر است. این نوع گاوها به چراگاه بیشتر متکی‌اند تا به خوراک متعارف و مصنوعی که دامداران برای گاوها تأمین می‌کنند.
این حیوان رسماً «پستاندار بزرگ شایستهٔ» ایالت تگزاس (Texas State Large Mammal) می‌باشد.

## نگارخانه

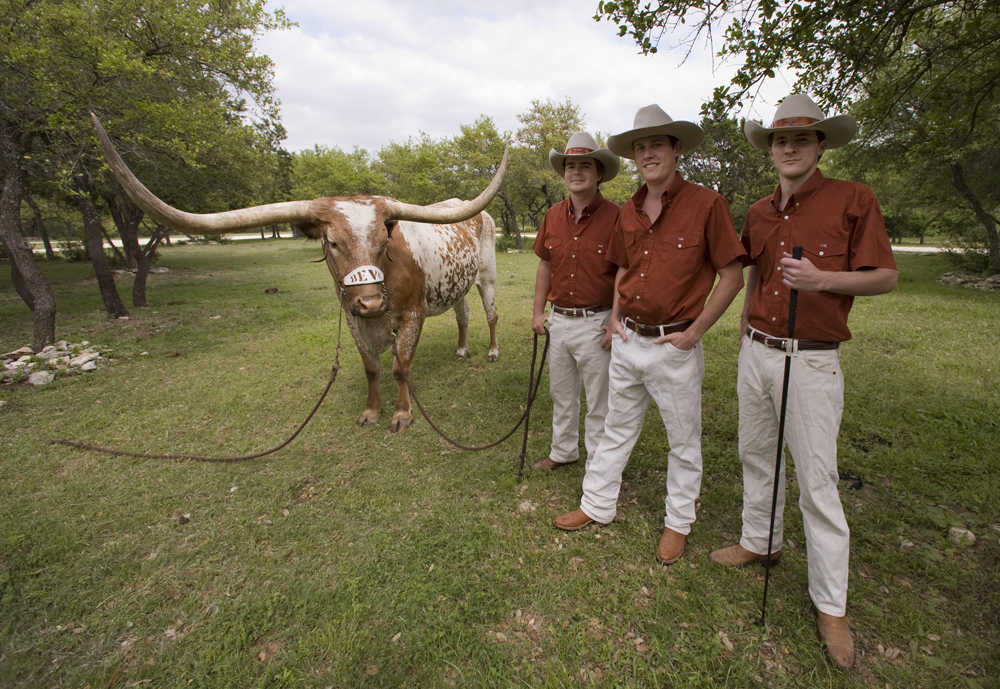
بیوو شگون نمای رسمی درازشاخان دانشگاه آستین تگزاس
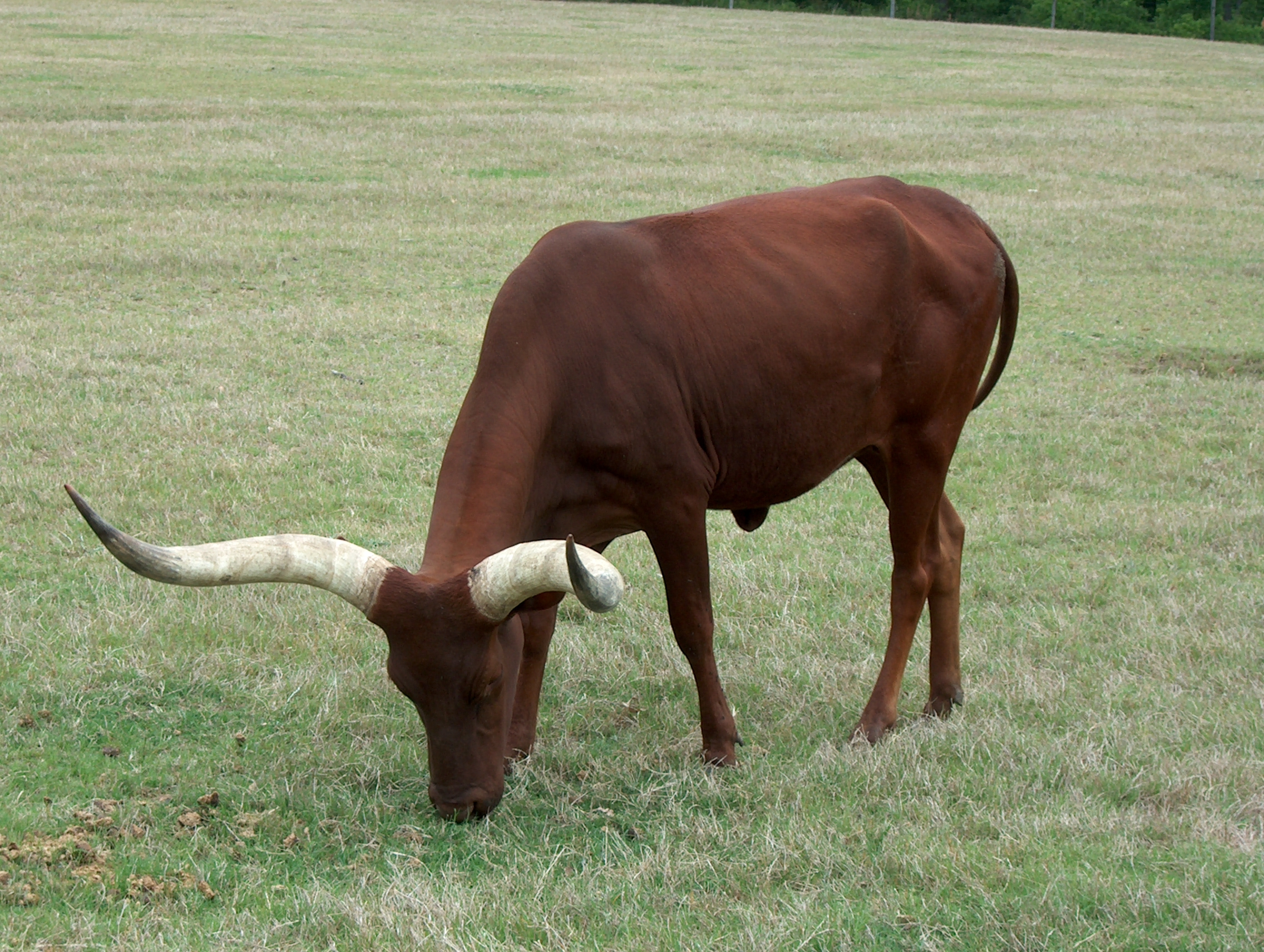
یک درازشاخ در زیستگاه طبیعی خود در چراگاه‌های تگزاس
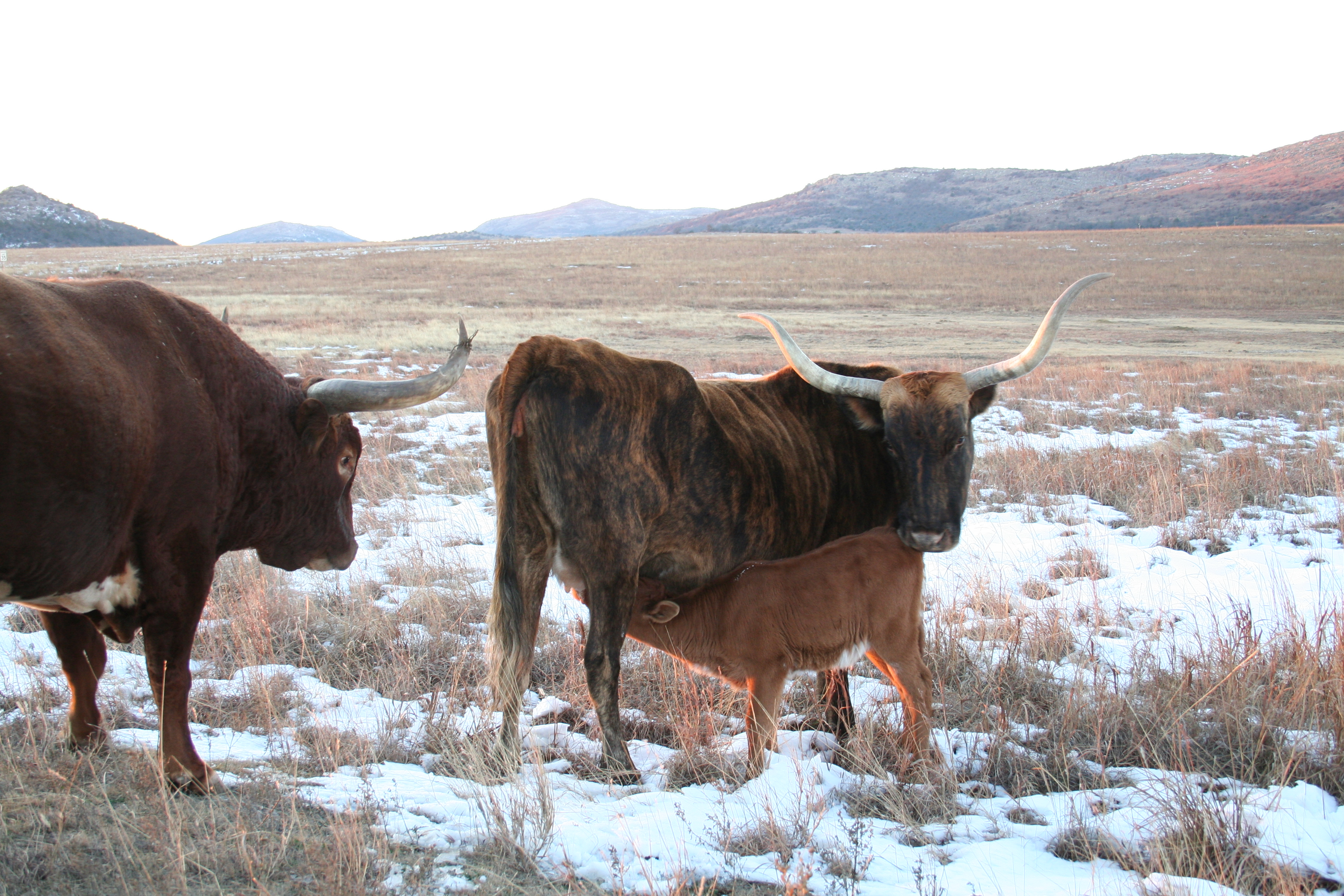
گوساله درازشاخ در حال شیرخوردن از مادر
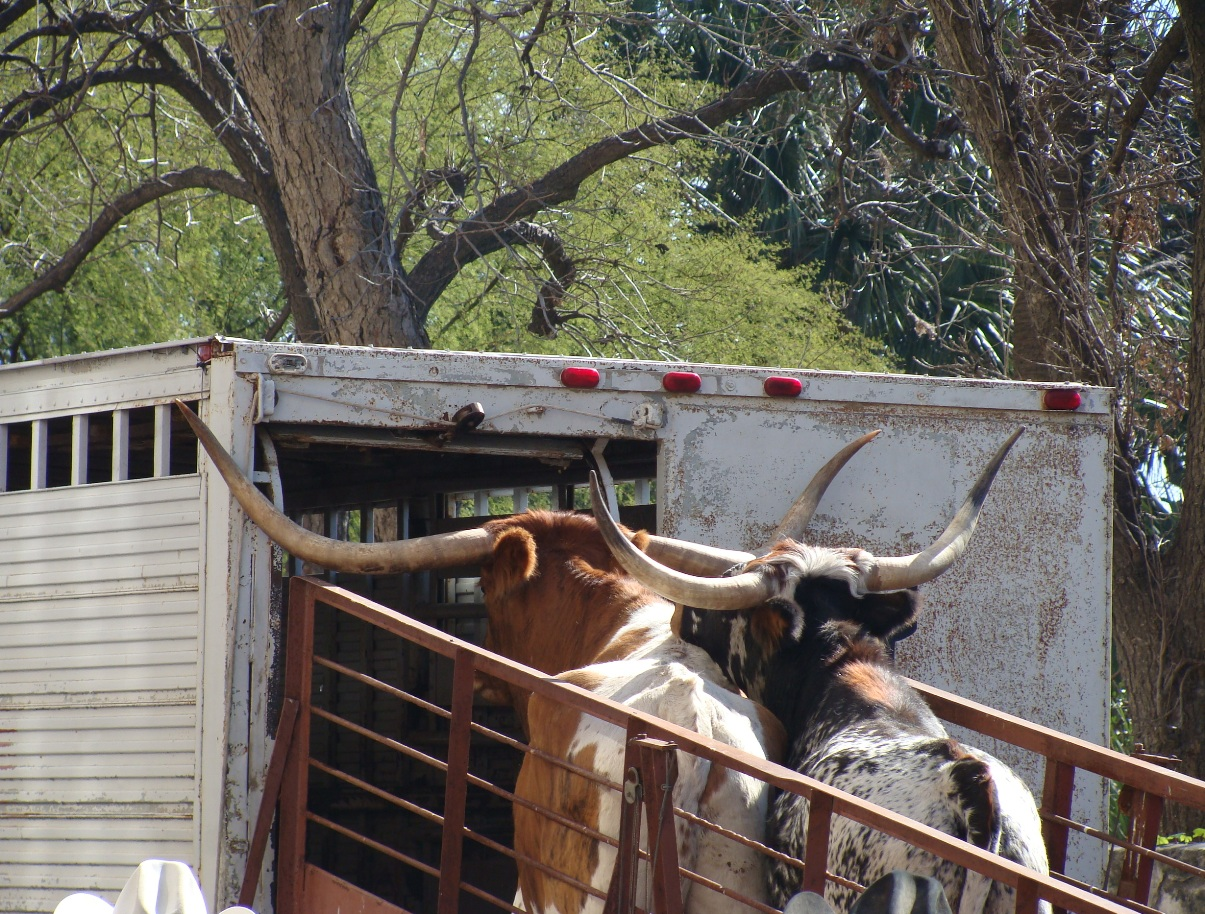
در حال انتقال دادن یک گله درازشاخ